# Antonio Savoldi-Marco Cò - Trofeo Dimmidisì 2009
L'Antonio Savoldi-Marco Cò - Trofeo Dimmidisì 2009 è un torneo professionistico di tennis maschile giocato sulla terra rossa, che faceva parte dell'ATP Challenger Tour 2009. Si è giocato a Manerbio in Italia dal 24 al 30 agosto 2009.

## Partecipanti

### Teste di serie
| Nazionalità | Giocatore                | Ranking* | Testa di serie |
| ----------- | ------------------------ | -------- | -------------- |
| Spagna      | Pere Riba                | 152      | 1              |
| Rep. Ceca   | Jan Hájek                | 153      | 2              |
| Italia      | Tomas Tenconi            | 155      | 3              |
| Rep. Ceca   | Jiří Vaněk               | 166      | 4              |
| Argentina   | Eduardo Schwank          | 170      | 5              |
| Italia      | Alessio di Mauro         | 177      | 6              |
| Ucraina     | Oleksandr Dolhopolov Jr. | 195      | 7              |
| Croazia     | Antonio Veić             | 221      | 8              |

- Ranking al 17 agosto 2009.

### Altri partecipanti
Giocatori che hanno ricevuto una wild card:
- Daniele Giorgini
- Laurynas Grigelis
- Filip Tomanić
- Matteo Trevisan
- Pedro Clar-Rosselló
- Philipp Oswald

Giocatori passati dalle qualificazioni:
- Carlos Berlocq
- Federico Delbonis
- Stefano Ianni
- Leonardo Tavares

## Campioni

### Singolare
Federico Delbonis ha battuto in finale  Leonardo Tavares, 6–1, 6–3

### Doppio
Alessio di Mauro /  Simone Vagnozzi hanno battuto in finale  Yves Allegro /  Jesse Huta Galung, 6–4, 3–6, [10–4]